# Toompeai vár
A Toompeai vár  (észtül: Toompea loss, latin nevén: Castrum Danorum) a Toompeán álló vár Tallinn óvárosában. A 13. és a 14. században, Dán Észtország a Danske borg (latinul Castrum Danorum), azaz Dán vár volt az egész település neve, ebből ered a legelterjedtebb etimológiai magyarázat szerint a város észt neve (Taani linn, Tallinn). Az épület napjainkban az Észt Parlamentnek ad helyet.
Úgy tartják, hogy az első fából készült várat a hajdani Rävala megye lakói építették a 10. vagy 11. században. Valószínűleg ez lehetett az első lakott település a mai város területén.
1219-ben a várat a II. Valdemár dán király által vezetett dán keresztes lovagok foglalták el. A dánok adták az addig Lindanisenak nevezett városnak a Castrum Danorum (vagyis a dánok vára) nevet. Egyes elméletek szerint ennek a névnek a régi észt fordítása Taani(n) linna lehetett és ez rövidült később Tallinn alakra. A következő évtizedekben a várat tovább erődítették. Már 1220 körül megépült az első kőtorony. 1227 és 1237 között a vár a Kardtestvérek rendjének birtokában volt.
A vár falai és tornyai részben ma is állnak. A Hosszú Hermann (Pikk Hermann) nevű torony, amely ma a város jelképe, 1360 és 1370 között épült. A 16. században bővítették, és ekkor érte el jelenlegi 45,6 méteres magasságát. A tízemeletes torony kilátójához 215 lépcsőn lehet feljutni. A Hosszú Hermann csúcsán hagyományosan Észtország uralkodóinak zászlaja lengett. Napfelkeltekor a zászló felvonásakor az észt himnuszt, naplementekor pedig a Mu isamaa armas (Szeretett hazám) című észt népdalt játsszák.

## További képek

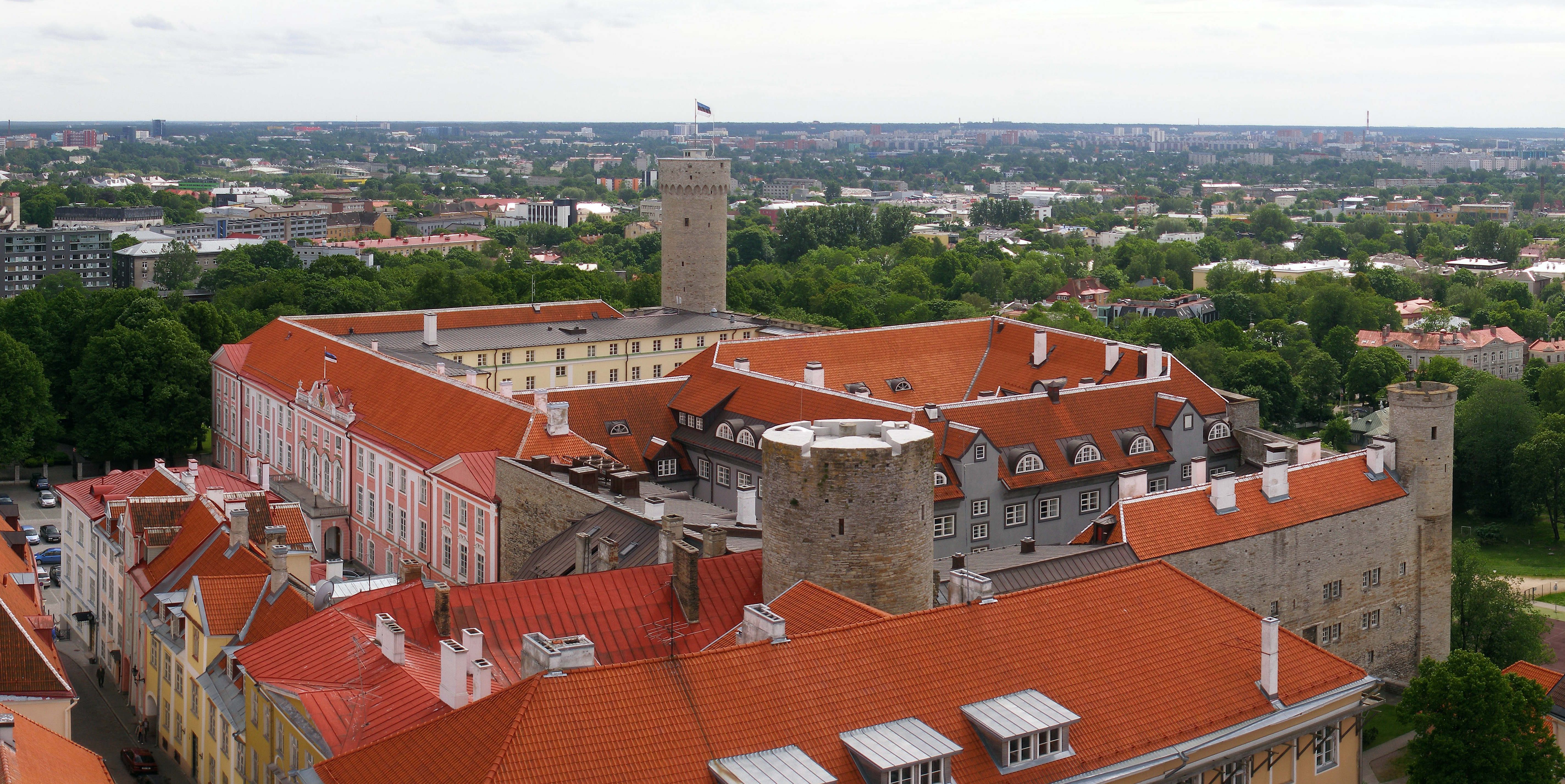
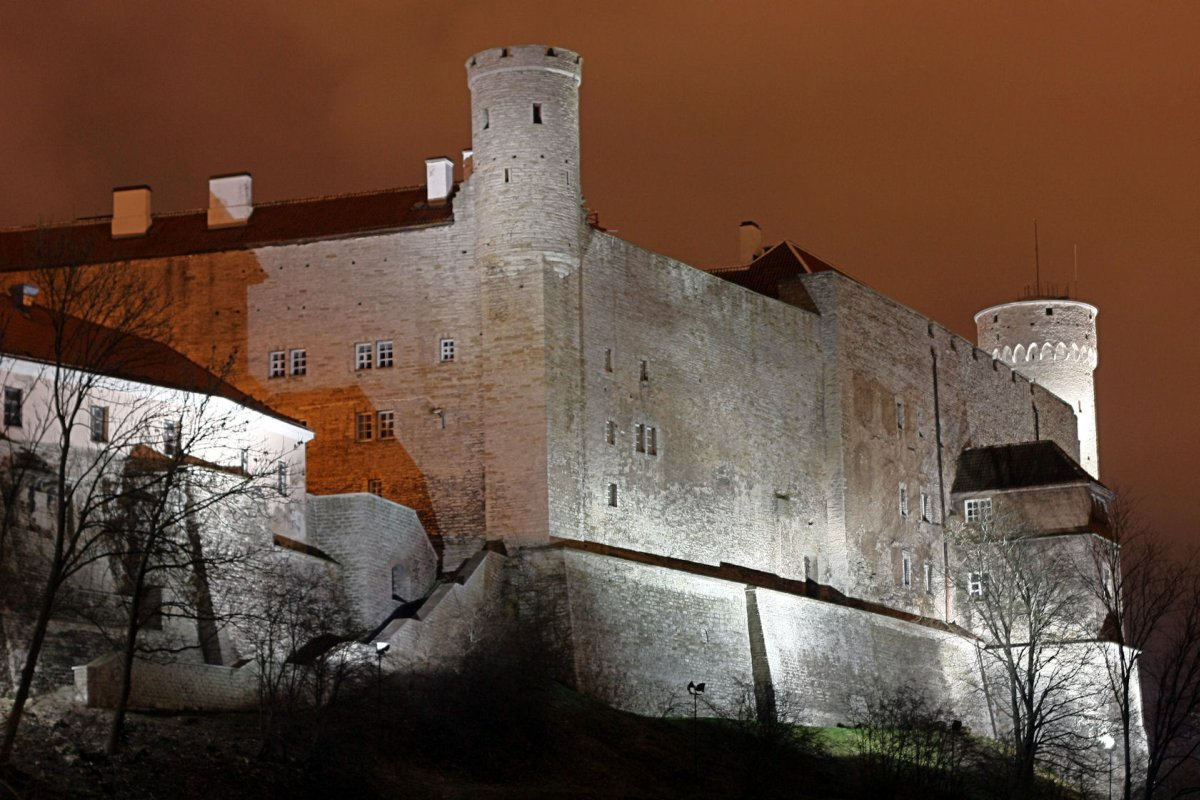
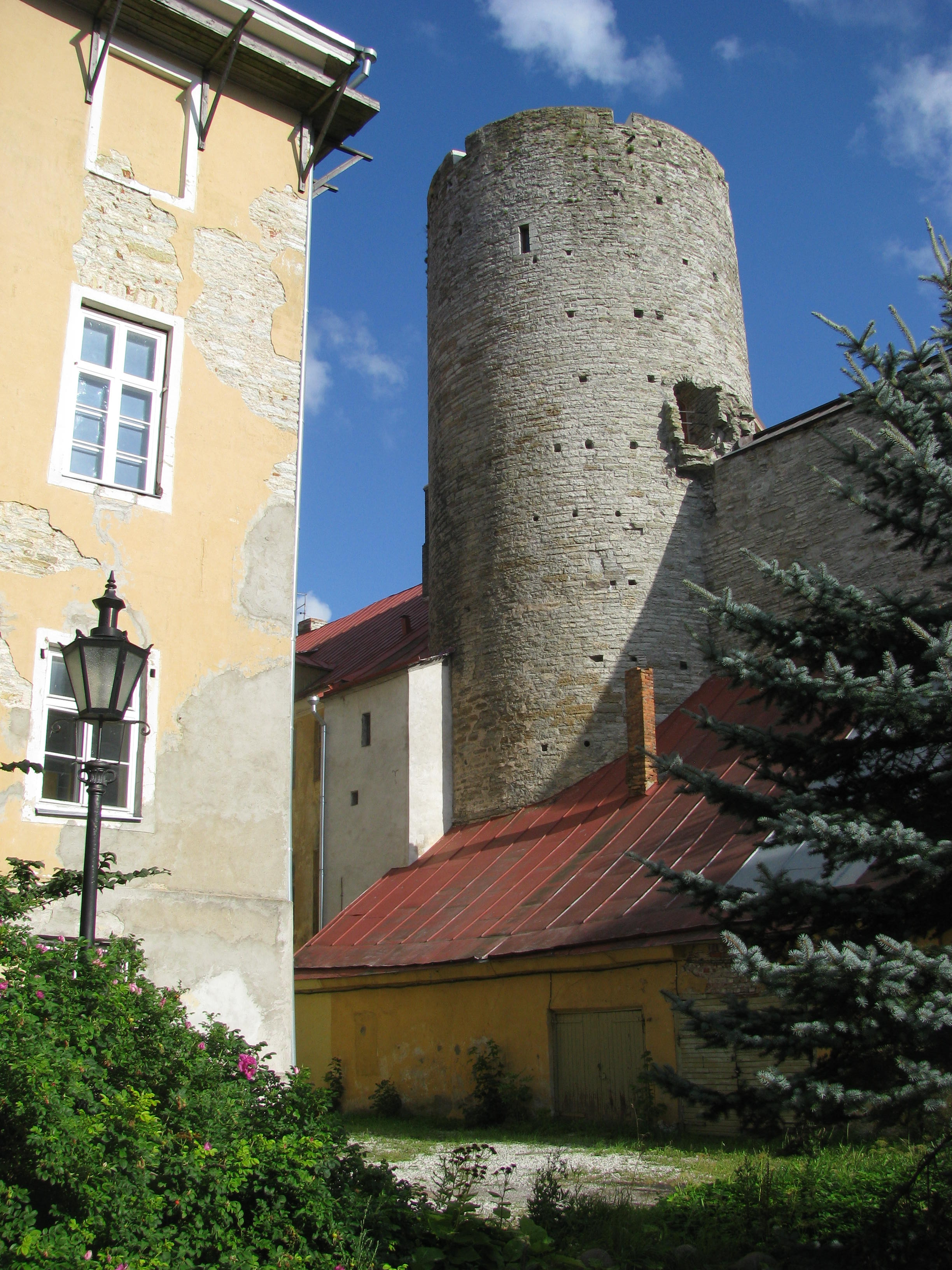
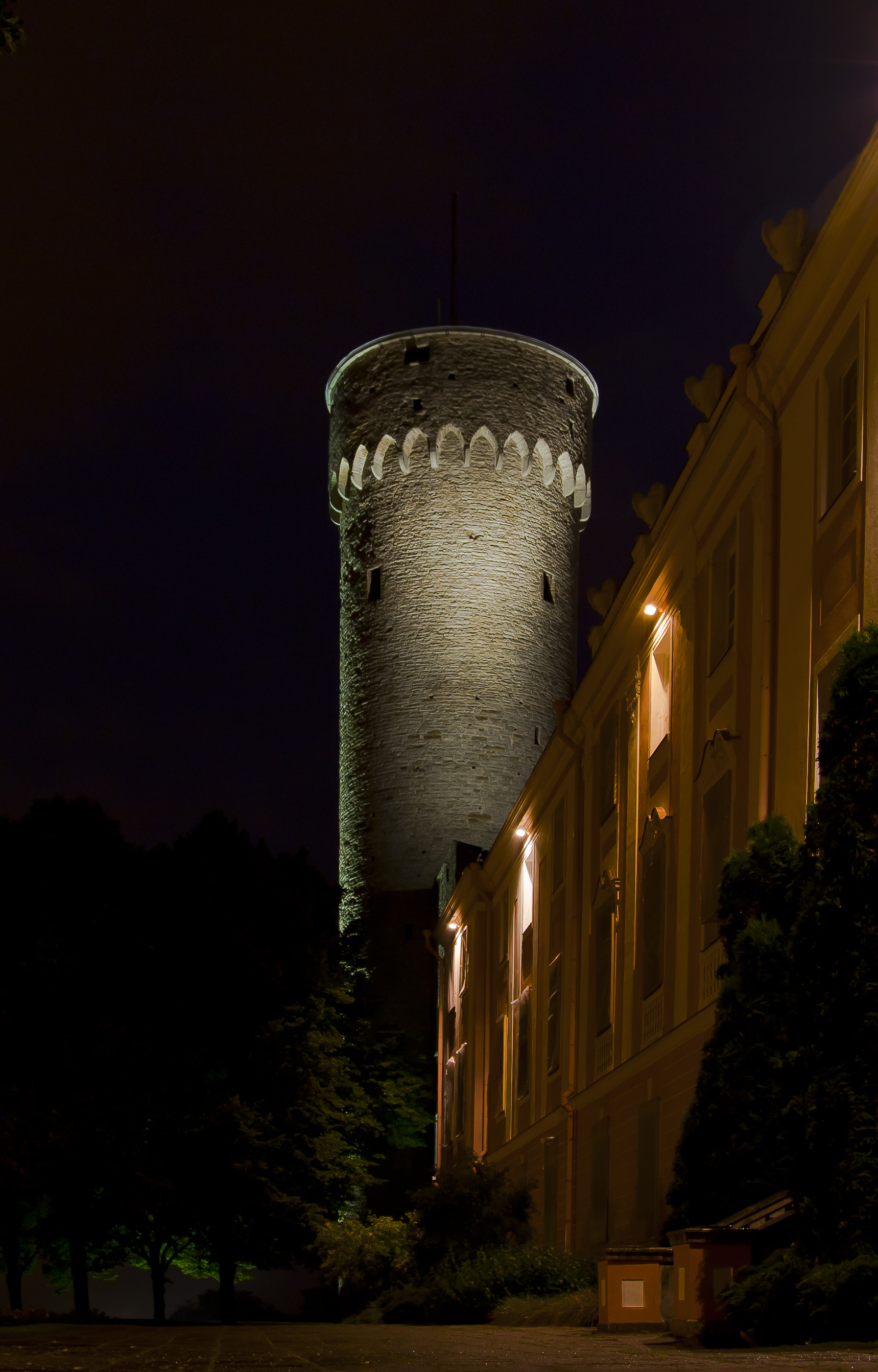

## Fordítás
- Ez a szócikk részben vagy egészben  a   Castrum Danorum című angol Wikipédia-szócikk ezen változatának fordításán alapul.  Az eredeti cikk szerkesztőit annak laptörténete sorolja fel. Ez a jelzés csupán a megfogalmazás eredetét és a szerzői jogokat jelzi, nem szolgál a cikkben szereplő információk forrásmegjelöléseként.
- Ez a szócikk részben vagy egészben  a   Langer Hermann című német Wikipédia-szócikk ezen változatának fordításán alapul.  Az eredeti cikk szerkesztőit annak laptörténete sorolja fel. Ez a jelzés csupán a megfogalmazás eredetét és a szerzői jogokat jelzi, nem szolgál a cikkben szereplő információk forrásmegjelöléseként.